# Амзібаш
Амзіба́ш (рос. Амзибаш, башк. Әмзебаш) — присілок у складі Калтасинського району Башкортостану, Росія. Адміністративний центр Амзібашівської сільської ради.
Населення — 417 осіб (2010; 524 у 2002).
Національний склад:
- марійці — 98 %